# خليج نعمة (فلم)
خليج نعمة  هو فيلم مصري من إنتاج 2007، من تأليف أحمد البيه، وإخراج مجدي الهواري.

## ملخص الأحداث
تدور أحداث الفيلم حول فرقة غنائية تقرر إقامة حفل في شرم الشيخ ودهب بعد الانفجارات الإرهابية في المنطقة لتشجيع السياحة وقبل إقامة الحفل تعلم الفرقة نية بعض الأشخاص ضرب الحفل وإفساده وبمساعدة بدو المنطقة يتم القبض علي الإرهابيين ليقام الحفل في موعده.

## الدعاية الغنائية
في إحدى إعلانات الفيلم، غنى أحمد فهمي ومعه غادة عادل أغنية حلوة يا بلدي التي غنتها المطربة الإيطالية مصرية الأصل داليدا عام 1979م، وذلك تباعًا لأحداث الفيلم حيث ظهر تعلق جنا (أو غادة عادل) في الفيلم بهذه الأغنية.

## الشخصيات
- غادة عادل : (جنا)
- أحمد فهمي : (عمر)
- محمود العسيلي : (طارق)
- مي كساب : (زينة)
- إدوارد : (فهد)
- ياسر فرج : (الضابط أحمد)
- عايدة رياض : (رقية)
- راندا البحيري : (روما)
- أحمد راتب : (شيخ جميع)
- باسم ياخور: (شاهر)

## روابط خارجية
- مقالات تستعمل روابط فنية بلا صلة مع ويكي بيانات